# Fronde (contre-torpilleur)
Pour les articles homonymes, voir Fronde.
La Fronde est un contre-torpilleur d’escadre de classe Arquebuse construit pour la marine française dans la première décennie du XXe siècle. Achevé en 1903, le navire est affecté à l’escadre de la Méditerranée, puis transféré l’année suivante en Extrême-Orient. Le navire a fait naufrage lors d’un typhon en 1906, mais a été récupéré et remis en service. Il a participé à la bataille de Penang en 1914, quelques mois après le début de la Première Guerre mondiale. La Fronde a été transférée en Méditerranée en 1915 et y est restée pendant le reste de la guerre. Le navire a été vendu à la ferraille en 1920.

## Conception
La classe Arquebuse a été conçue comme une version plus rapide de la classe Durandal. Les navires avaient une longueur de 56,58 mètres, une largeur de 6,3 mètres et un tirant d'eau de 3,2 mètres. Ils avaient un déplacement de 307 tonnes à charge normale et 357 tonnes à pleine charge. Les deux moteurs à vapeur verticaux à triple expansion entraînaient chacun un arbre d'hélice à l’aide de la vapeur fournie par deux chaudières du Temple-Guyot ou Normand. Les moteurs ont été conçus pour produire de 6300 chevaux (4700 kW) pour une vitesse nominale de 28 nœuds (52 km/h). Tous les navires ont dépassé leur vitesse contractuelle lors de leurs essais en mer, la Fronde atteignant une vitesse de 30,7 nœuds (56,9 km/h). Ils transportaient suffisamment de charbon pour leur donner une autonomie de 2300 milles marins (4300 km) à 10 nœuds (19 km/h). Leur équipage se composait de quatre officiers et de cinquante-huit hommes.
L’armement principal des navires de classe Arquebuse consistait en un canon de 65 millimètres à l’avant du pont et six canons Hotchkiss de 47 millimètres en affûts simples, trois sur chaque borde. Ils étaient équipés de deux affûts rotatifs simples pour des tubes lance-torpilles de 381 millimètres dans l’axe du navire, l’un entre les cheminées et l’autre à l’arrière.

## Carrière
La Fronde a été commandée aux Forges et chantiers de la Gironde le 14 novembre 1900 et le navire a été mis en chantier en janvier 1901 au chantier naval de Bordeaux-Lormont. Il a été lancé le 17 décembre 1902 et a effectué ses essais en mer de janvier à mars 1903. Le navire a été mis en service (armement définitif) en avril et a été affecté à la flotte de la Méditerranée. La Fronde et son navire jumeau Mousquet ont été utilisés pour mener les premiers essais de la marine avec la télégraphie sans fil. Les deux contre-torpilleurs et leur sister-ship Pistolet sont transférés en avril 1904 à l’escadre d'Extrême-Orient, basée en Indochine française. Ils naviguèrent en compagnie du croiseur protégé D'Assas,.
La Fronde a fait naufrage lors du typhon de 1906 qui a frappé Hong Kong. La tempête a fait s’échouer le navire sur la plage et cinq membres de son équipage ont été tués dans l’accident,,. Le navire a été renfloué puis mis en cale sèche à Kowloon pour être réparé par la Hong Kong Dock Company. Le Mémorial de la Fronde, un obélisque de granit, a été érigé en mai 1908 près du dépôt de torpilles à Kowloon à la mémoire des cinq marins de la Fronde disparus dans le naufrage de leur bateau. Initialement érigé à l’angle de Gascoigne Road et Jordan Road, le monument a ensuite été déplacé au cimetière de Hong Kong à Happy Valley,.
En mars 1907, les trois contre-torpilleurs sont affectés à la 1ère flottille de torpilleurs de Chine nouvellement formée de l’escadre d’Extrême-Orient. À partir de 1911, l’escadre d’Extrême-Orient, rebaptisée Division navale d'Extrême-Orient, se composait des croiseurs cuirassés Dupleix et Kléber, de l’ancien croiseur torpilleur D'Iberville, de la Fronde et de deux autres contre-torpilleurs, de six torpilleurs et de quatre sous-marins, ainsi que d’un certain nombre de navires plus petits. La Fronde a été mise en réserve en mars 1914.

### Première Guerre mondiale
Au début de la Première Guerre mondiale, en août 1914, la division navale d’Extrême-Orient comprend la Fronde, le Pistolet et le Mousquet, ainsi que les croiseurs cuirassés Montcalm et Dupleix, ainsi que le D'Iberville. L’unité était basée à Saigon en Indochine française. Les contre-torpilleurs et le D'Iberville ont d’abord été envoyés pour patrouiller dans le détroit de Malacca tandis que les croiseurs cuirassés ont été envoyés au nord pour se joindre à la recherche de l’Escadre allemande d'Extrême-Orient. Le D'Iberville et les contre-torpilleurs ont effectué des patrouilles dans le détroit, à la recherche du croiseur non protégé allemand SMS Geier, qui était connu pour traverser la région à ce moment-là. Les navires français n’ont pas réussi à localiser le navire allemand.
La Fronde était présente dans le port de Penang, une colonie de la Couronne britannique, le 27 octobre 1914, amarrée aux côtés de son navire jumeau Pistolet. Les autres grands navires de la Triple Entente dans le port comprenaient le D'Iberville et le croiseur protégé russe Zhemchug. Aux premières heures du 28 octobre, le croiseur léger allemand SMS Emden (1908) entra dans le port pour attaquer les navires de l’Entente. Lors de la bataille de Penang qui s’ensuivit, l'Emden torpilla et coula rapidement le Zhemchug. Alors que l'Emden se retournait pour quitter le port, la Fronde et le D'Iberville ouvrirent le feu, mais leurs équipes de canonniers tirèrent maladroitement et ne parvinrent pas à toucher le corsaire allemand. Le navire allemand rencontra ensuite le sister-ship de la Fronde, le Mousquet, qui retournait à Penang lorsque l’attaque commença. L'Emden coula rapidement le Mousquet et s’arrêta pour récupérer les survivants, mais entre-temps, la Fronde avait pris la mer et tenta de se rapprocher de l'Emden. Les Allemands s’enfuirent, poursuivis par la Fronde pendant environ deux heures avant que l'Emden ne puisse disparaître dans une bourrasque de pluie.
En mars 1915, la Fronde est entièrement réactivée et rentre en France où elle sert en Méditerranée pour le reste de la guerre. Le 27 juin 1917, le navire a sauvé 45 survivants du destroyer grec Doxa après qu’il ait été torpillé et coulé par un sous-marin allemand dans le détroit de Messine,. Il était l’un des cinq contre-torpilleurs qui escortèrent en septembre 1917 le cuirassé pré-dreadnought Charlemagne depuis Bizerte, en Tunisie française, à Toulon. En 1918, le navire avait été affecté à la 8e flottille de contre-torpilleurs. Le 3 juillet, la Fronde entre en collision avec le chasseur de sous-marins C.43, entraînant la perte de ce dernier navire. Elle a été rayée du registre naval le 30 octobre 1919 et vendue à la ferraille à Toulon le 6 mai 1920.